# Amblyeleotris downingi
Amblyeleotris downingi är en fiskart som beskrevs av Randall, 1994. Amblyeleotris downingi ingår i släktet Amblyeleotris och familjen smörbultsfiskar. Inga underarter finns listade i Catalogue of Life.